# Vimetaire occidental
El vimetaire occidental (Chalcolestes viridis) és una espècie d'odonat zigòpter de la família Lestidae. Té l'aspecte típic del gènere Lestes; té el cos verd metàl·lic i quan descansa manté les seves ales lluny del seu cos. És present a Catalunya.

## Distribució i hàbitat
Chalcolestes viridis es troba en el sud i el centre d'Europa. En el mediterrani oriental és reemplaçat per Chalcolestes parvidens. Es troba en moltes illes mediterrànies incloent-hi Còrsega, Sicília, Mallorca, Menorca i Eivissa; també en el nord d'Àfrica, Turquia i Orient Mitjà.
És un odonat d'aigües quietes i es troba en basses, llacs i canals, amb salzes, verns o bedolls, que són utilitzats per la posta. Els adults es troben sovint en els arbustos que creixen damunt o al costat de l'aigua.

## Identificació
És de color verd metàl·lic, com altres lèstids, però més gran i més fosc i no té la pruïnositat blava que és comuna en altres espècies. El pterostigma és marró pàl·lid i perfilat en negre. El tòrax és verd metàl·lic i té una ratlla groga curta als costats que no tenen els seus congèneres.
Mascle - L'abdomen és molt llarg. Els apèndixs anals inferiors són menys de la meitat de la longitud dels superiors.
Femella - L'ovipositor és més llarg que en Lestes dryas.

## Comportament
El seu període de vol és d'agost a octubre, encara que en les parts més meridionals de la seva àrea de distribució pot veure's del maig fins al novembre.
Els mascles adults defensen territoris verticals en arbustos marginals i petits arbres on s'aparellen amb les femelles en la clàssica posició de la roda. Les femelles fan la posta en incisions de l'escorça de les branques penjants, no en la vegetació submergida com és el cas de molts zigòpters.
Els ous es desenvolupen ràpidament durant unes setmanes i després entren en un estat de diapausa. En aquest estat el desenvolupament dels ous és molt lent i així passen l'hivern. A la primavera següent, els ous es desclouen, les larves cauen a l'aigua i comencen a desenvolupar-se.
El creixement és ràpid i els adults poden emergir en un parell de mesos. Llavors els adults s'allunyen de l'aigua per madurar. En aquesta etapa del seu cicle de vida, els adults immadurs no poden reproduir-se. Els adults necessiten un període perquè els seus òrgans reproductius es desenvolupin. Un cop els adults han madurat plenament, tornen a l'aigua i comença la reproducció.

## Galeria

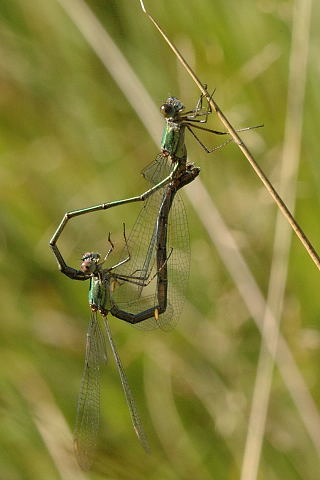
Chalcolestes viridis còpula
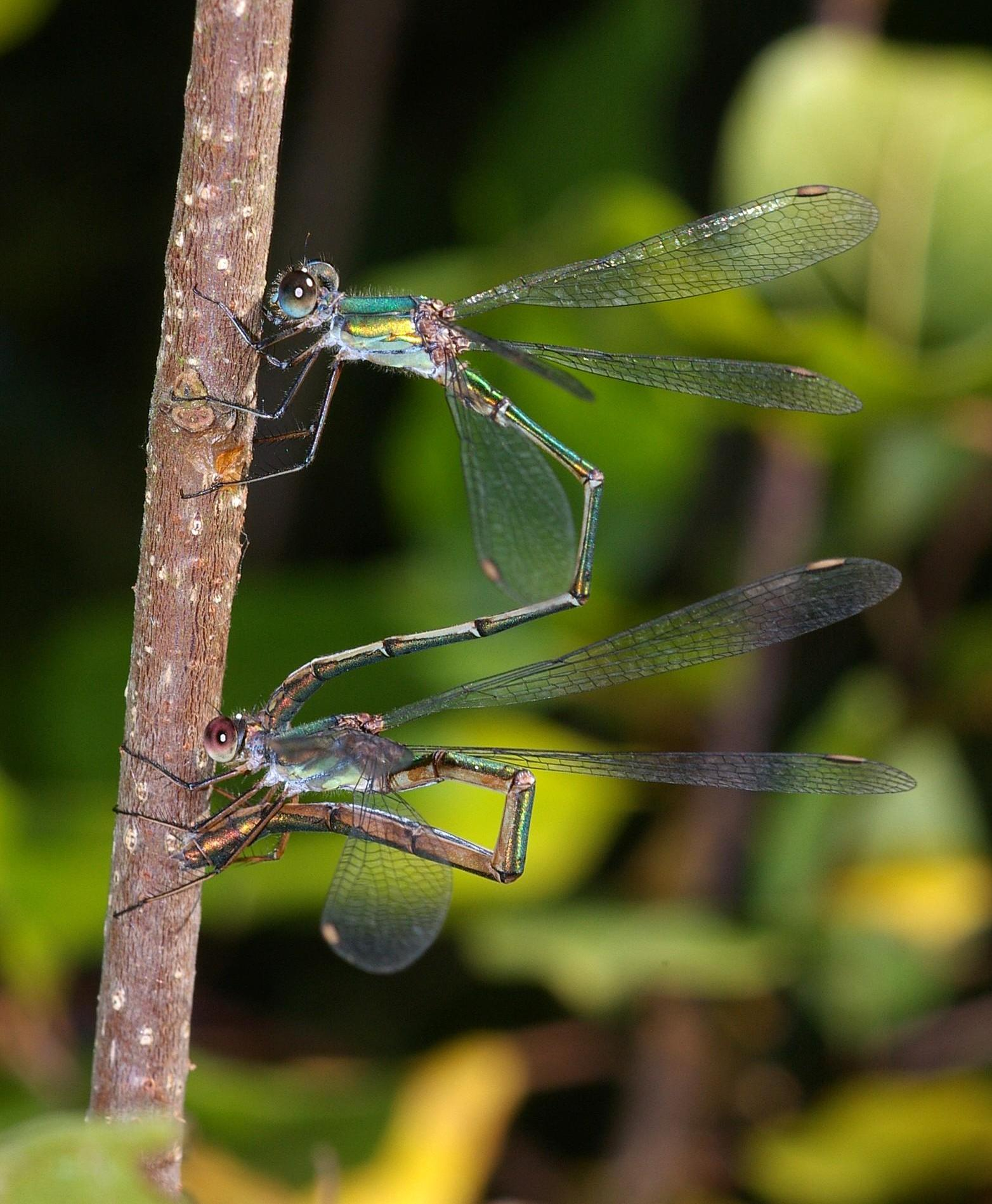
Chalcolestes viridis femella inserint ous a la branqueta
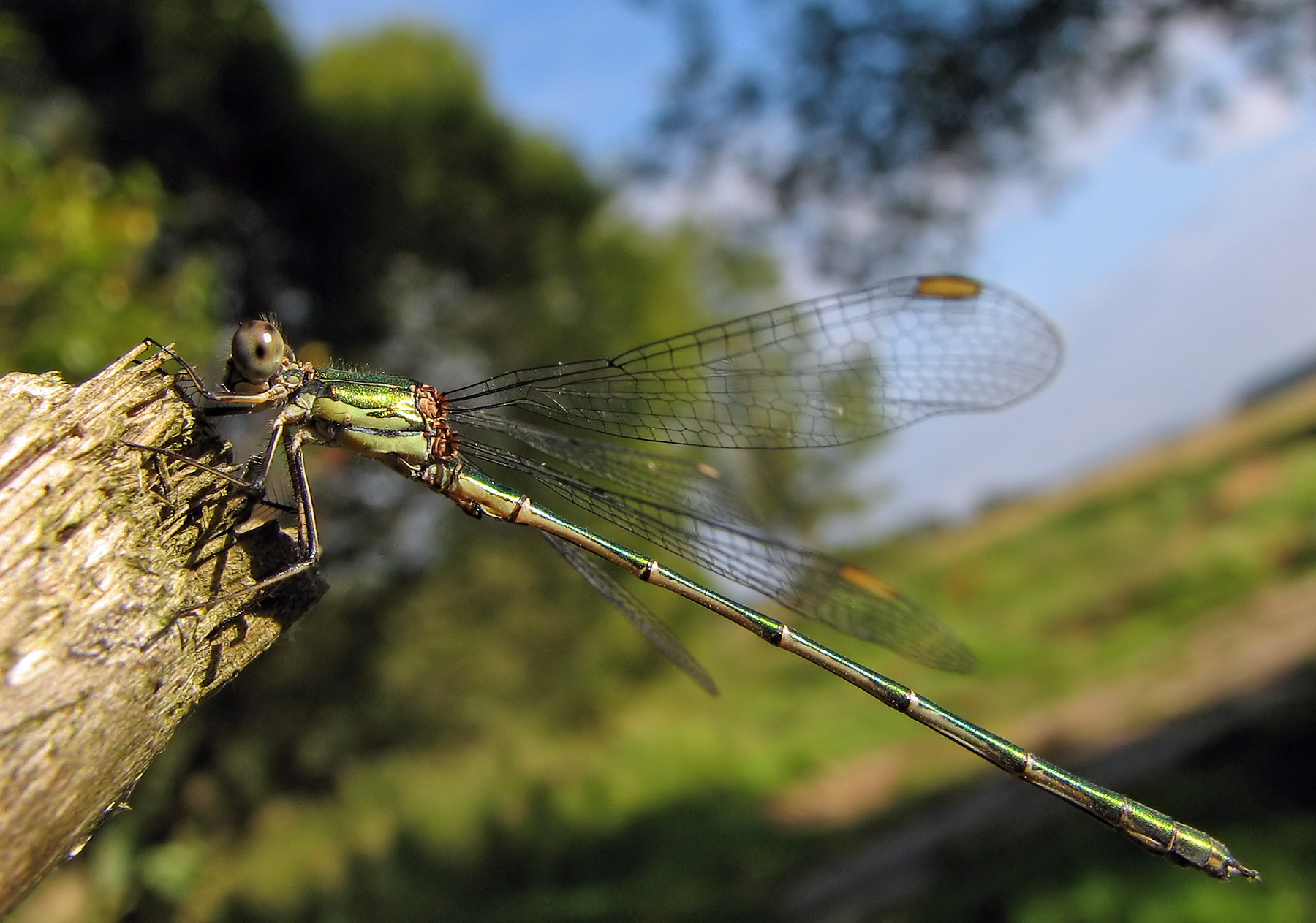
Chalcolestes viridis mascle
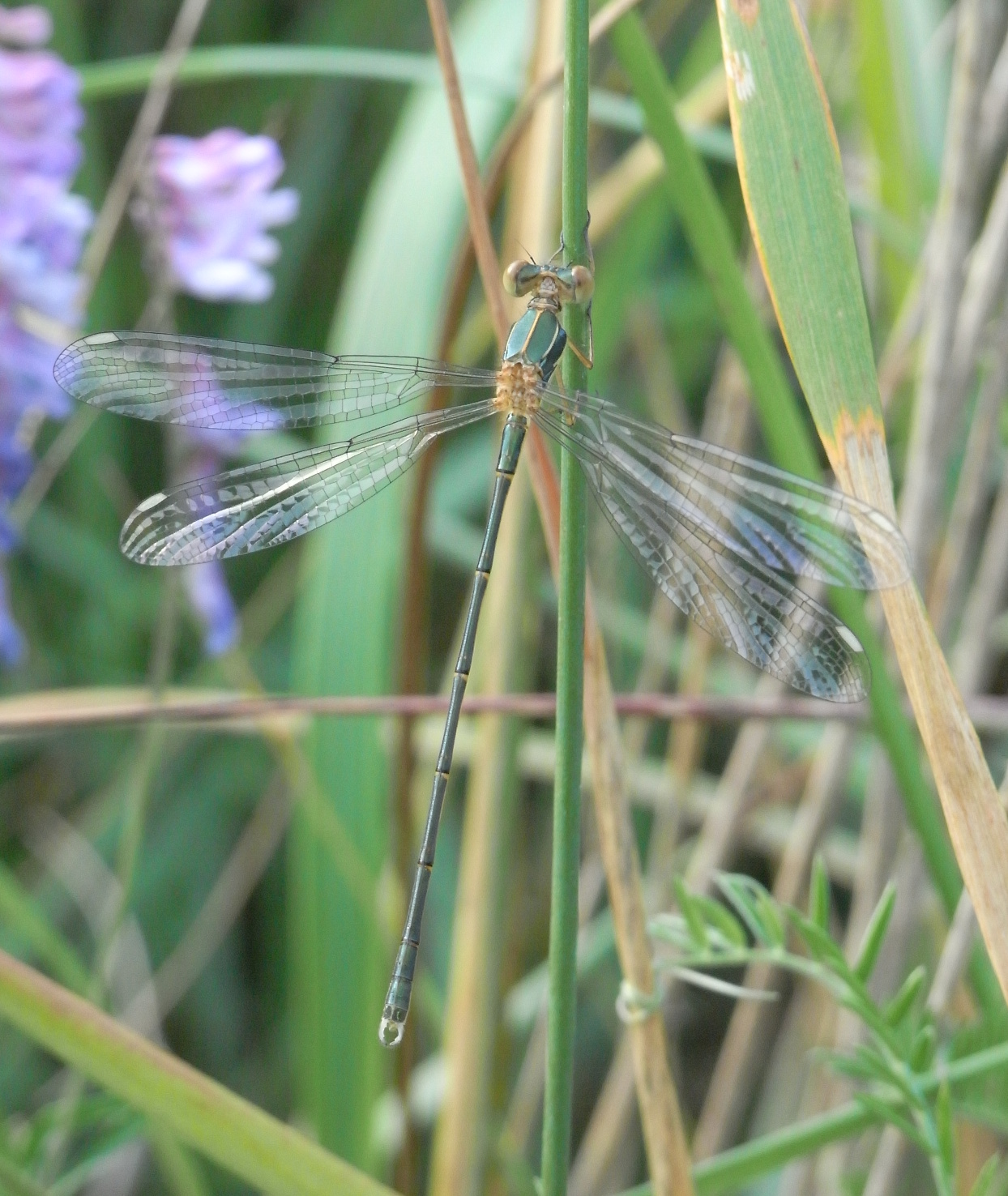
Chalcolestes viridis mascle immadur

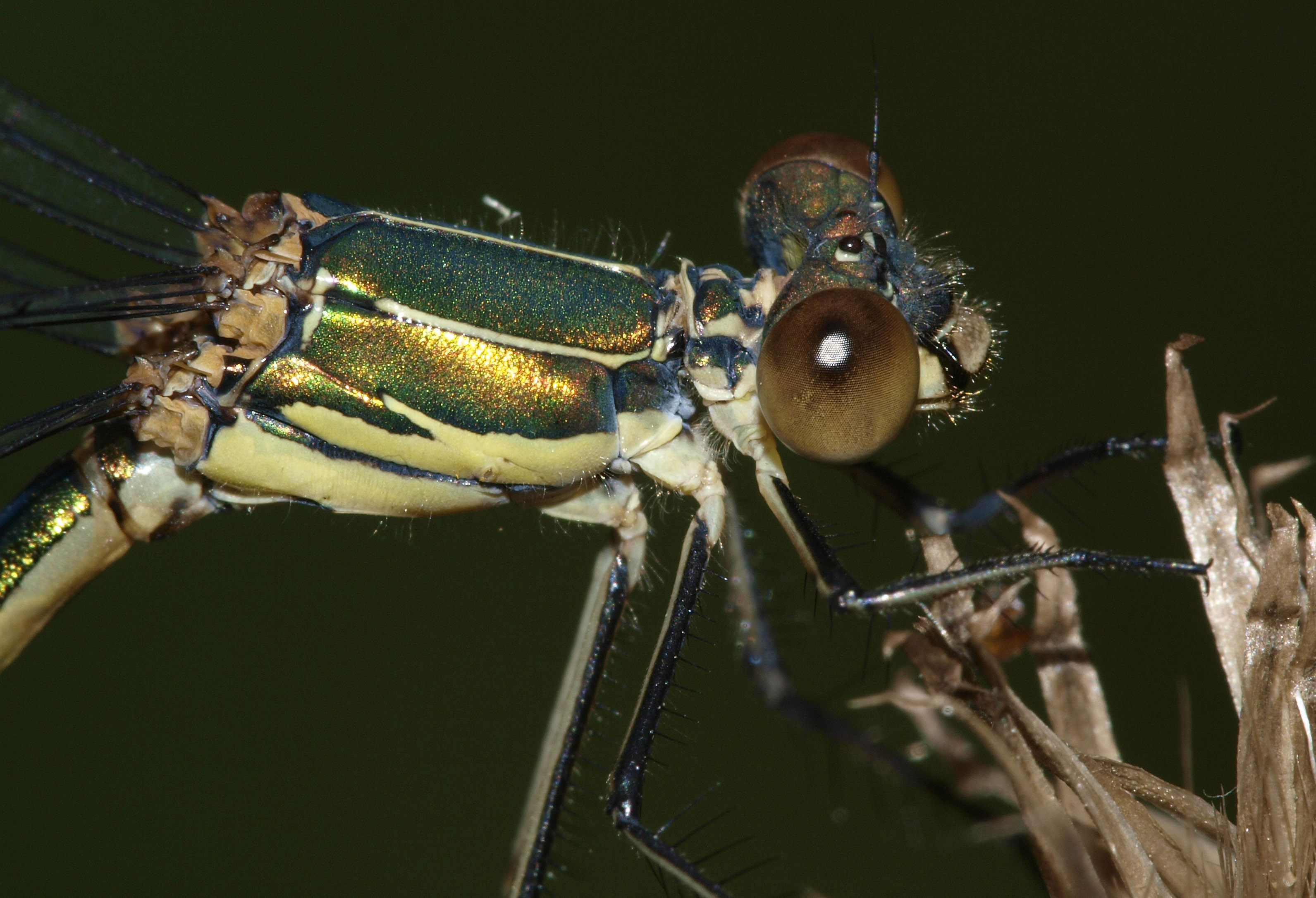
Chalcolestes viridis femella
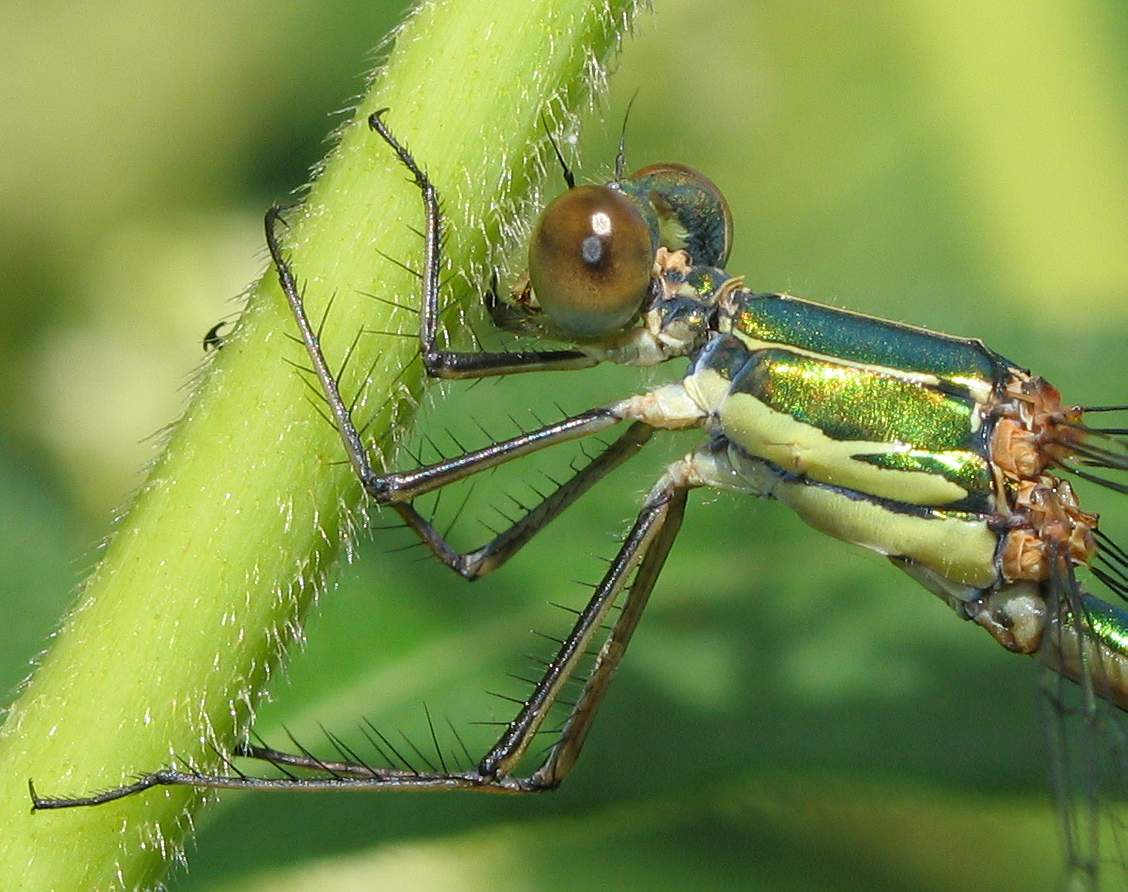
Chalcolestes viridis detall tòrax
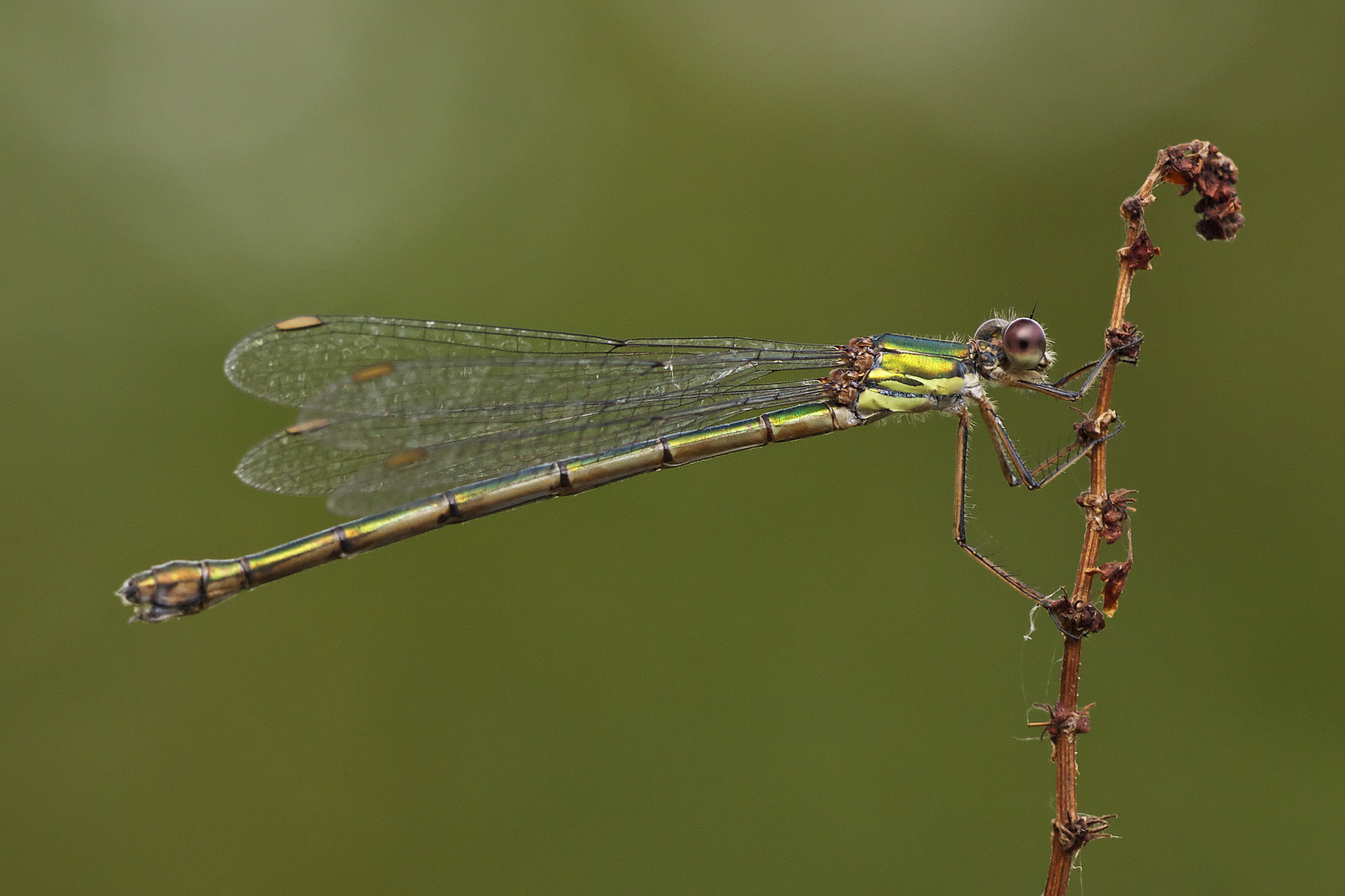
Chalcolestes viridis femella
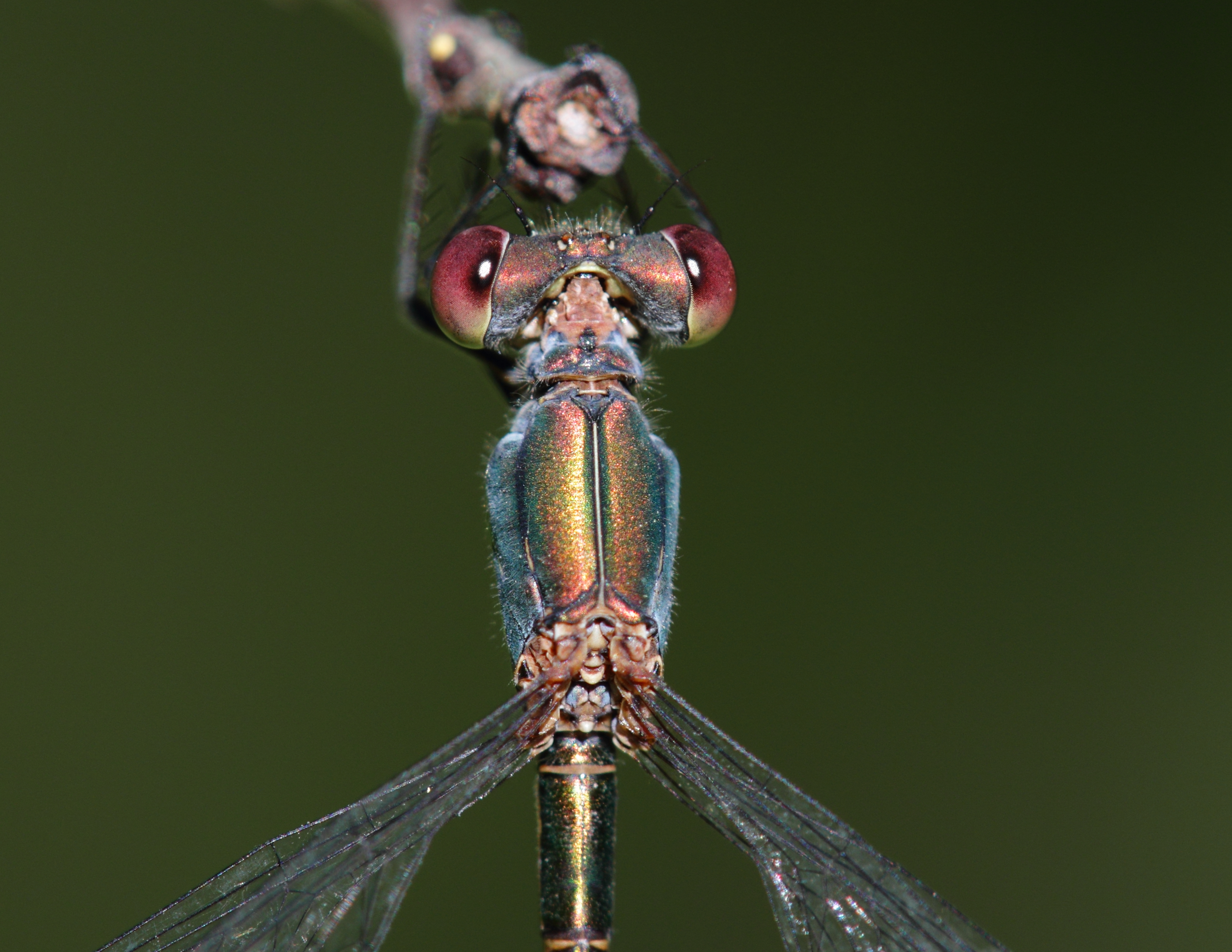
Chalcolestes viridis detall femella